# Course Marseille-Cassis 2010
Navigation
Édition précédente Édition suivante
Le Marseille-Cassis 2010 est la 32e édition de la course Marseille-Cassis qui a eu lieu en France le 31 octobre 2010.

## Résultats

### Hommes
| Rang | Temps           | Athlète              |
| ---- | --------------- | -------------------- |
|      | 1 h 01 min 35 s | Philemon Kimeli Limo |
|      | 1 h 02 min 30 s | Belete Assefa        |
|      | 1 h 02 min 35 s | Robert Ndiwa         |
| 4    | 1 h 03 min 31 s | Yrsaw Tegene         |
| 5    | 1 h 04 min 16 s | Abraham Kiprotich    |
| 6    | 1 h 04 min 17 s | Abraham Niyonkuru    |
| 7    | 1 h 04 min 19 s | Stephen Kiprotich    |
| 8    | 1 h 04 min 31 s | Luka Lokobe Kanda    |
| 9    | 1 h 04 min 45 s | James Kibocha Theuri |
| 10   | 1 h 05 min 01 s | Driss El Himer       |
| 11   | 1 h 05 min 08 s | John Kyui            |
| 12   | 1 h 05 min 10 s | Tessema Abshero      |
| 13   | 1 h 05 min 15 s | Richard Limo         |
| 14   | 1 h 05 min 55 s | Samwel Shauri        |
| 15   | 1 h 06 min 12 s | Said El Medouly      |
| 16   | 1 h 06 min 36 s | Abel Maina Ndemi     |
| 17   | 1 h 07 min 46 s | Lhacen Anguil        |
| 18   | 1 h 07 min 46 s | Fouad Larhiouch      |
| 19   | 1 h 07 min 57 s | Josephat Muraga      |
| 20   | 1 h 09 min 12 s | Christophe Brunerie  |

### Femmes
| Rang | Temps           | Athlète            |
| ---- | --------------- | ------------------ |
|      | 1 h 10 min 36 s | Diane Chepkemoi    |
|      | 1 h 12 min 26 s | Beleynesh Oljira   |
|      | 1 h 12 min 51 s | Jane Kiptoo        |
| 4    | 1 h 13 min 11 s | Emebet Bedada Etea |
| 5    | 1 h 14 min 28 s | Josephine Kimuyu   |